# Unió (halmazelmélet)
Az unió szó további jelentéseihez lásd az Unió (egyértelműsítő lap) című szócikket.
Az unió a halmazelmélet egy művelete, ami két vagy több halmazból úgy képez egy új halmazt, hogy az így létrejövő halmaz az eredeti halmazok összes elemét tartalmazza és más elemet ne tartalmazzon.

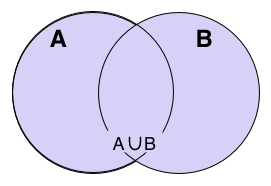
Az A és B halmazok uniója

## Definíció
Ha {\displaystyle A} és {\displaystyle B} halmazok, akkor az {\displaystyle A} és {\displaystyle B} egyesítésének (vagy más szóval uniójának) nevezzük és {\displaystyle A\cup B} (szóban: „á unió bé”) módon jelöljük azon elemek összességét, melyek {\displaystyle A} illetve {\displaystyle B} közül legalább az egyikben benne vannak. Ezt szimbolikusan így írjuk: {\displaystyle A\cup B=\{x\mid x\in A\vee x\in B\}}.
Megjegyzés: Azt, hogy {\displaystyle A\cup B} halmaz, az úgynevezett egyesítési axióma mondja ki.
Hasonlóan el lehet készíteni egy akárhány halmazból álló {\displaystyle \{A_{i}\,|\,i\in I\}} halmazrendszer elemeinek {\displaystyle \bigcup _{i\in I}A_{i}} unióját:
Legyenek {\displaystyle A_{i}} {\displaystyle (i\in I)} tetszőleges halmazok, ahol {\displaystyle I} tetszőleges indexhalmaz. Az {\displaystyle A_{i}} halmazok egyesítése (vagy más néven uniója) a következő halmaz:
{\displaystyle \bigcup _{i\in I}A_{i}=\{x\mid \exists i\in I:x\in A_{i}\}}.

## Tulajdonságok
Az halmazok egyesítése idempotens, kommutatív, asszociatív művelet, azaz
tetszőleges {\displaystyle A}, {\displaystyle B}, {\displaystyle C} halmazok esetén:
- {\displaystyle A\cup A=A}; (idempotencia)
- {\displaystyle A\cup B=B\cup A}; (kommutativitás)
- {\displaystyle A\cup (B\cup C)=(A\cup B)\cup C}; (asszociativitás[1])

illetve az egyesítés disztributív a metszet műveletre, és a metszet művelet disztributív az egyesítésre:
- {\displaystyle A\cap (B\cup C)=(A\cap B)\cup (A\cap C)}; (disztributivitás)
- {\displaystyle A\cup (B\cap C)=(A\cup B)\cap (A\cup C)}; (disztributivitás)

továbbá:
- {\displaystyle A\cup \emptyset =A}